# Comuna Lukovit, Loveci
Lukovit (în bulgară Луковит) este o comună în regiunea Loveci, Bulgaria, formată din orașul Lukovit și satele Bejanovo, Belenți, Dermanți, Dăben, Karlukovo, Petrevene, Peșterna, Rumeanțevo, Todoricene, Toros și Ăglen. 

## Demografie
Componența etnică a comunei Lukovit
     Turci (2,84%)
     Romi (15,31%)
     Bulgari (73,39%)
     Nicio identificare (8,13%)
     Altele (0,3%)
La recensământul din 2011, populația comunei Lukovit era de 18.125 locuitori. Din punct de vedere etnic, majoritatea locuitorilor (73,39%) erau bulgari, existând și minorități de romi (15,31%) și turci (2,84%). Pentru 8,13% din locuitori nu este cunoscută apartenența etnică.